# 열역학계

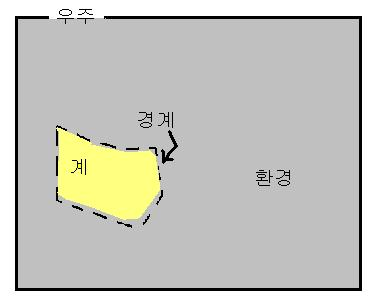
열역학 계의 개념

열역학계(thermodynamic system)란 열역학에서 전체 우주 중 현재 고찰하고 있는 부분을 가리키는 개념이다. 애초에는 "작용 물체"라 불렸다. 열역학에서는 간단히 계라고도 한다. 열역학 계는 실제 또는 가상의 경계로 우주의 나머지 부분과 구분되며 이 경계 밖의 우주를 환경이라 한다.(그림 참조) 유용한 열역학 계의 구분은 자연적인 경계에 따르는 것이다. 물질, 에너지, 일, 열, 엔트로피와 같은 양자는 경계를 통과하여 계로 흘러든다. 피스톤과 같은 기관에서부터 시험관 속에서 일어나는 용해작용, 살아있는 유기체, 행성 등 어떠한 것이든 열역학 계가 될 수 있다.
열역학계는 환경과의 상호작용에 따라 고립계 , 닫힌계 , 또는 열린계가 될 수 있다. 고립계는 주위와 물질이나 에너지(열 또는 일)를 교환하지 않는다. 닫힌계는 에너지를 교환할 수 있지만, 물질을 교환하지는 않는다. 열린계는 물질과 에너지를 모두 교환하여 주위와 상호작용할 수 있다.

## 역사
열역학 계에 대한 최초의 연구는 1824년 프랑스의 물리학자 사디 카르노가 자신의 연구 논문 〈열기관의 작용〉에서 "작용 물체"(예:증기 기관 의 증기)라는 개념을 언급한 것이다.
그는 자신의 논문에서 아래의 그림과 같은 카르노 엔진의 개요를 설명하였다.

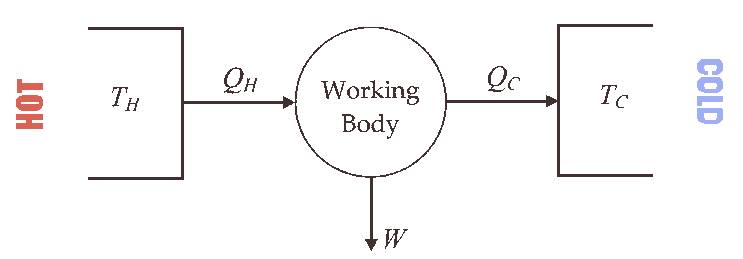
카르노 엔진에서 에너지의 흐름과 일

## 같이 보기
- 동역학계
- 물리계
- 열역학 사이클
- 열역학 과정

1. ↑  한국물리학회 물리학용어집 https://www.kps.or.kr/content/voca/search.php?et=en&find_kw=thermodynamic+system